# Aleksandra Chochłowa
Aleksandra Siergiejewna Chochłowa (ros. Александра Сергеевна Хохлова; ur. 1897, zm. 1985) – radziecka aktorka filmowa oraz reżyser. Zasłużona Artystka RFSRR (1935).
Studiowała w zespole Lwa Kuleszowa razem z Wsiewołodem Pudowkinem i Borisem Barnetem. Jako aktorka zagrała w eksperymentalnych filmach FEKS-ów oraz w ekscentrycznych filmach Kuleszowa. Od 1929 roku zaczęła pracować jako reżyser.
Pochowana na Cmentarzu Nowodziewiczym w Moskwie.

## Wybrana filmografia

### Aktorka
- 1920: Na czerwonym froncie (На красном фронте)[1]
- 1924: Niezwykłe przygody Mister Westa w krainie bolszewików (Необычайные приключения мистера Веста в стране большевиков)[1] jako grafini von Sachs
- 1925: Promień śmierci (Луч смерти)[1] jako siostra Edith
- 1926: Według prawa (По закону)[1] jako Edith Nelson
- 1927: Wasza znajoma (Ваша знакомая)[1]
- 1933: Wielki czarodziej (Великий утешитель)[1][3] jako Dulcie
- 1940: Sybiracy (Сибиряки) jako Piełagieja, matka Sierioży

### Reżyseria
- 1929: Sprawa ze spinkami (Дело с застёжками)[1]
- 1930: Sasza (Саша)[1]
- 1941: Zdarzenie na wulkanie (Случай в вулкане)[1]
- 1943: My z Uralu (Мы с Урала)